# فيصل باجي
فيصل باجي، من مواليد 15 فبراير 1974، لاعب كرة قدم جزائري. يلعب مع نادي مولودية الجزائر.

## المسيرة الكروية
بدأ مسيرته الكروية مع نادي الحراش في سنة 1994 ثم لعب لشباب قسنطينة وشباب بلوزداد.

## في الخارج
لعب فيصل باجي التركي إيرزوروم التركي في الموسم 1998 - 1999 وهي التجربة الاحترافية الوحيدة له.

## العودة
عاد بعد هذه التجربة إلى نادي شباب بلوزداد ولعب له لخمسة مواسم قبل أن ينتقل لنادي مولودية الجزائر في سنة 2005.

## روابط خارجية
- فيصل باجي على موقع اتحاد تركيا (لاعب) (الإنجليزية)
- فيصل باجي على موقع قاعدة بيانات كرة القدم.إي يو (الإنجليزية)
- فيصل باجي على موقع ناشيونال فوتبول تيمز (الإنجليزية)
- فيصل باجي على موقع كووورة